# Каттер, Чарльз Эмми
Чарльз Эмми Каттер (Кёттер, Кеттер) (англ. Charles Ammi Cutter; 14 марта 1837, Бостон — 6 сентября 1903, Уолпол, штат Нью-Гемпшир) — американский библиотекарь и библиотековед.

## Биография
По окончании Гарвардского университета работал библиотекарем там же, а затем в Бостонском Атенеуме. В 1876 году был среди соучредителей Американской библиотечной ассоциации.
Основной вклад Каттера в библиотечное дело — разработанная им библиотечно-библиографическая классификация, в соответствии с которой каждой книге присваивается буквенно-цифровой код в соответствии с её характером и содержанием; классификация Каттера легла в основу многих современных библиотечно-библиографических классификаций, в том числе и принятой в России. Частью классификации Каттера была система авторских знаков, адаптированная для России в 1916 году Л. Б. Хавкиной.